# Rheinheim (Duisburg)

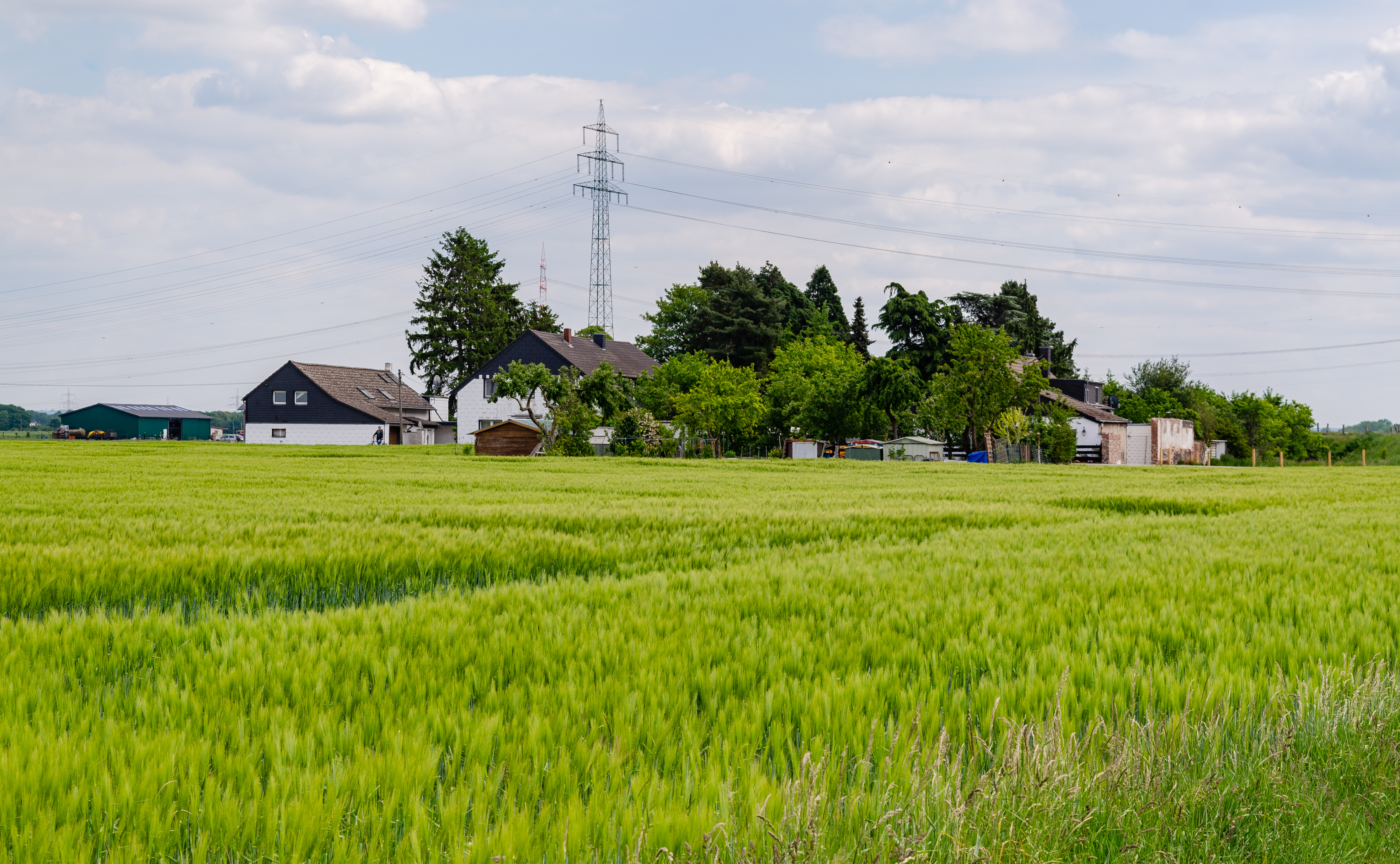
Rheinheim (2020)

Rheinheim ist ein rechtsrheinischer Ort im südlichsten Duisburger Stadtteil Mündelheim. Weiter südlich schließt sich der Düsseldorfer Ortsteil Bockum an. Die noch im 17. Jahrhundert als Honschaft bezeichnete Ortschaft wird urkundlich bereits im Jahre 1071 erwähnt.
Anfang des 13. Jahrhunderts gehörten 30 Bauernhöfe zu Rheinheim, die teilweise auf der gegenüber liegenden linken Rheinseite auf heutigem Krefelder Stadtgebiet lagen. Das Stift Gerresheim erwarb im 13. Jahrhundert einige Höfe und richtete ein eigenes Gericht ein. Die Äbtissinnen des Stifts übertrugen die Verwaltung des Hofes des Schultheißes an die Ritterfamilie vom Rheinheim, einer Seitenlinie des Adelsgeschlechts der Herren von Kalkum, die dem Namen nach auf einem Haus Rheinheim in Rheinheim saß.
Im Laufe der Jahrhunderte war die Ortschaft wiederholt von Rheinüberschwemmungen bedroht, so dass immer mehr Höfe verlassen wurden. Übrig geblieben ist heute nur noch ein Hof. Bis in das Jahr 1929 gehörte Rheinheim zum Amt Angermund, einem Teil des Herzogtums Berg.
Verwaltungstechnisch gehört die Ortschaft seit 1929 zum Stadtkreis Duisburg und ist seit 1975 ein Ortsteil im Stadtteil Mündelheim. Die Reste des Amtes Angermund gingen 1929 im Amt Ratingen Land auf, das seinerseits im Jahr 1950 in Amt Angerland umbenannt und zum 1. Januar 1975 aufgelöst wurde.
Bei Rheinheim existieren zwei Freileitungskreuzungen (oberirdische elektrische Leitungen) des Rheins.